# Microsoft Sway
Microsoft Sway es un programa de presentación de diapositivas o vídeos en línea que permite trabajar de forma colaborativa. Es parte de la familia de productos de Microsoft Office.
Lanzado por Microsoft el 5 de  agosto de 2015 como parte de Office Online, Sway permite a los usuarios combinar contenidos e imágenes para crear un sitio web. Los usuarios pueden extraer contenido localmente desde el dispositivo en uso, o de fuentes de internet como Bing, OneDrive, YouTube y Facebook, permitiendo su uso en redes sociales.
Los balanceos se almacenan en los servidores de Microsoft y están vinculados a la cuenta de Microsoft del usuario. Se pueden ver y editar desde cualquier navegador web con una aplicación web disponible en Office Online. También se puede acceder mediante aplicaciones para Windows 10 e iOS. Aplicaciones adicionales están actualmente en desarrollo para Android y Windows Phone.

## Historia
El 6 de octubre de 2014, Microsoft anunció una versión preliminar de Sway como una vista previa solo por invitación. Ya que Microsoft ha puesto a disposición del público a partir del 6 de junio de 2015. Se anunció que no requerirá una suscripción de Office 365.  La aplicación de iOS fue lanzada como un anticipo por primera vez en Nueva Zelanda el 31 de octubre de 2014 y es ahora disponibles en todo el mundo. El 28 de enero de 2015, Sway comenzó a permitir a los usuarios añadir código de inserción de ciertos servicios como SoundCloud y Vine.
Microsoft anunció la disponibilidad general del servicio el 5 de agosto de 2015. Windows 10 fue lanzado en el mismo día.